# Htop
htop è un monitor di sistema interattivo per la visualizzazione e la gestione dei processi. Il tool è stato progettato come alternativa al programma Unix top e mostra una lista dei processi in esecuzione, normalmente ordinati in base all'utilizzo della CPU. A differenza di top, htop fornisce una lista di tutti i processi in esecuzione, e non soltanto i processi con un maggior consumo di risorse. Inoltre htop presenta un'interfaccia a colori e fornisce informazioni visuali sullo stato della CPU, dello swap e della memoria RAM, oltre a consentire di visualizzare l'albero dei processi.

## Descrizione
Gli utenti tipicamente installano htop quando il sistema non è in grado di fornire sufficienti informazioni sullo stato dei processi. Inoltre è frequentemente utilizzato come monitor di sistema. Rispetto al comando top, htop fornisce un'interfaccia più funzionale, controllabile anche mediante cursore, per l'invio di segnali ai processi.
htop è scritto nel linguaggio di programmazione C ed utilizza la libreria ncurses. Il suo nome deriva dalla combinazione della prima lettera del nome dell'autore con top.
Poiché le interfacce al monitor di sistema non sono standardizzate tra i vari sistemi operativi Unix-like, la maggior parte del codice del tool deve essere riscritta per ogni sistema operativo. Il supporto ai sistemi OpenBSD, FreeBSD e Mac OS X è stato introdotto a partire dalla versione 2.0, mentre il supporto a Solaris, Illumos ed OpenIndiana è stato introdotto a partire dalla versione 2.2.0.